# Cañón de Palamós
El Cañón de Palamós, también conocido como Cañón de la Fonera, es un cañón submarinoque forma el valle submarino situado frente a la costa de Palamós, en la provincia de Gerona, Cataluña. Este cañón submarino es una característica geológica significativa del mar Balear y juega un papel importante en la biodiversidad marina de la región.

## Geografía

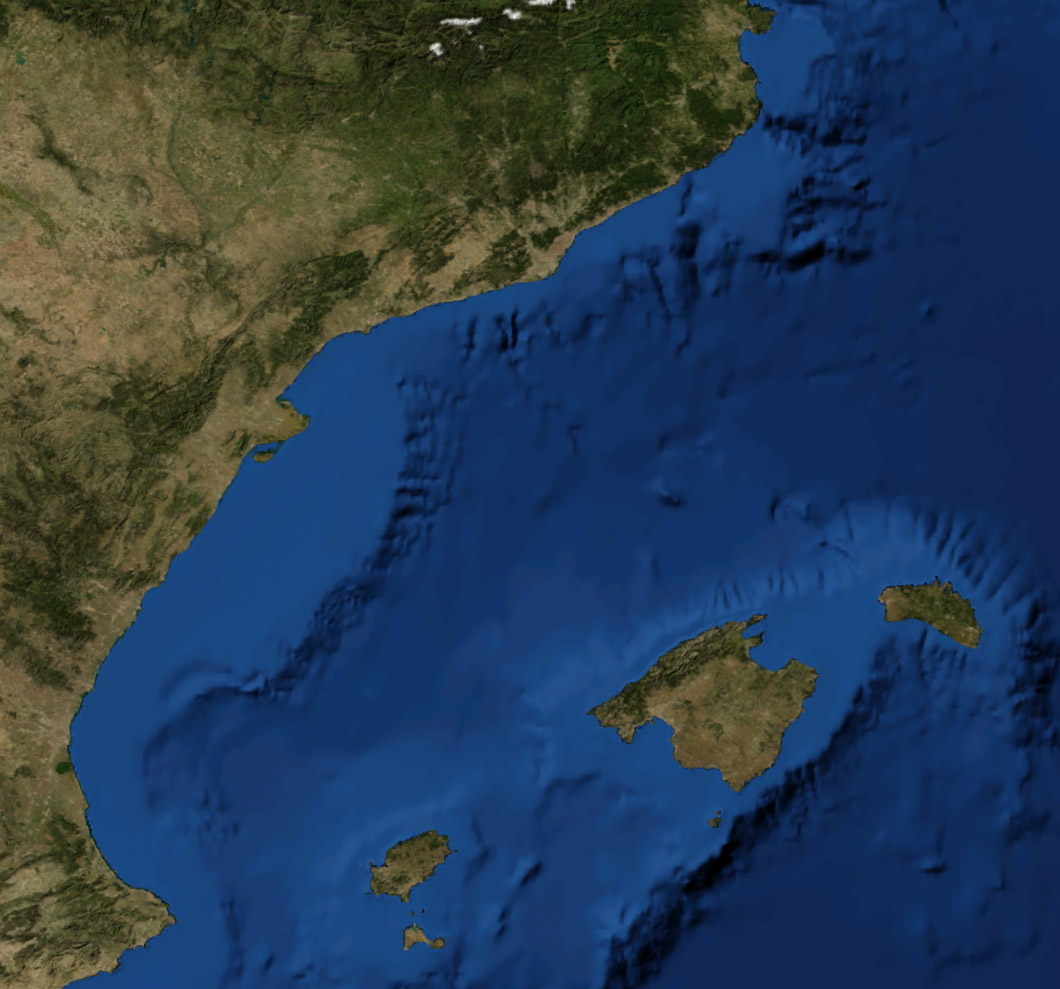
Imagen de satélite del mar Catalán-Balear, donde se puede ver el cañón.

El Cañón de Palamós es un importante cañón submarino situado en el noroeste del mar Mediterráneo, frente a la costa de Cataluña. Está situado cerca del pueblo de Palamós, de donde deriva su nombre. El cañón comienza a una profundidad de aproximadamente 200 metros y se extiende hasta profundidades superiores a los 2.000 metros. El Cañón de Palamós se formó mediante una combinación de actividad tectónica y procesos sedimentarios. Forma parte del gran margen catalán, que se caracteriza por sus pronunciadas pendientes y sus complejas estructuras geológicas. El cañón juega un papel importante en la transferencia de sedimentos desde la plataforma continental hasta las profundidades marinas.

## Importancia ecológica
Los cañones submarinos como el de Palamós son conocidos por su alta biodiversidad y productividad. La topografía e hidrografía únicas del cañón crean hábitats para una variedad de especies marinas, incluidos peces e invertebrados de importancia comercial. El cañón también sirve como conducto para la materia orgánica, sustentando los ecosistemas de aguas profundas. Es el hogar de una gran diversidad de especies marinas. Entre los organismos bentónicos que habitan el cañón se encuentran corales, esponjas y una variedad de invertebrados. Además, es zona de paso de varias especies de peces pelágicos y mamíferos marinos, incluidos los delfines. Recientemente se han descubierto en sus paredes densos corales de agua fría que viven a temperaturas de alrededor de 13 °C (55 °F). Es como un oasis de biodiversidad, para muchos crustáceos y peces, con numerosas especies de corales y otras especies asociadas. Constituye una zona muy rica en biodiversidad, ya que sus paredes rocosas son el refugio de una inmensa variedad de organismos, algunos de los cuales, como corales, esponjas y gorgonias, se encuentran protegidos y en peligro de extinción.

## Investigación y exploración
El Cañón de Palamós ha sido objeto de diversos estudios científicos, especialmente en los campos de la oceanografía y la biología marina. Las investigaciones han demostrado que la dinámica sedimentaria del cañón se ve afectada significativamente por factores naturales y antropogénicos. Los estudios han utilizado varios métodos, incluidos perfiladores hidrográficos autónomos y medidores de corriente cercanos al fondo, para monitorear el transporte de sedimentos y la turbidez del agua dentro del cañón. Los esfuerzos de investigación se han centrado en comprender la dinámica de los sedimentos, los patrones actuales y la importancia ecológica del cañón. Cabe destacar que el proyecto CANYONS desplegó múltiples amarres equipados con trampas de sedimentos y medidores de corriente para estudiar los procesos sedimentarios del cañón.

## Impacto humano
Las actividades humanas, como la pesca y la contaminación, han impactado en el Cañón de Palamós. Se están realizando esfuerzos para mitigar estos impactos mediante prácticas pesqueras sostenibles e iniciativas de conservación. Los proyectos de colaboración entre científicos y comunidades pesqueras locales tienen como objetivo preservar la integridad ecológica del cañón.